# Jorge Moreira da Silva
Jorge Manuel Lopes Moreira da Silva (ur. 24 kwietnia 1971 w Vila Nova de Famalicão) – portugalski inżynier i polityk, specjalista w zakresie zmian klimatycznych, deputowany krajowy, poseł do Parlamentu Europejskiego, minister, funkcjonariusz międzynarodowy.

## Życiorys
Ukończył studia w zakresie inżynierii elektroniki i informatyki na Uniwersytecie w Porto. Zaangażował się w działalność polityczną w ramach Partii Socjaldemokratycznej, kierował jej organizacją młodzieżową. Zasiadał w radzie miejscowości Vila Nova de Famalicão. Od 1998 do 1999 czasowo wykonywał mandat deputowanego do Zgromadzenia Republiki VII kadencji.
W wyborach w 1999 uzyskał mandat posła do Parlamentu Europejskiego V kadencji. Należał do grupy chadeckiej, pracował w Komisji Ochrony Środowiska, Zdrowia i Ochrony Konsumentów. W PE zasiadał do 2003.
Zrezygnował w związku z objęciem stanowiska sekretarza stanu w ministerstwie nauki i szkolnictwa wyższego w rządzie, na czele którego stał José Manuel Barroso. Od 2004 do 2005 był sekretarzem stanu w ministerstwie środowiska i planowania przestrzennego w gabinecie Pedra Santany Lopesa. W wyborach w 2005 został ponownie wybrany do Zgromadzenia Republiki na czteroletnią kadencję. Został też wiceprzewodniczącym Partii Socjaldemokratycznej.
Pełnił funkcję doradcy prezydenta ds. nauki i środowiska, w 2009 powołany na doradcę ds. energii i zmian klimatu w ramach Programu Narodów Zjednoczonych ds. Rozwoju (UNDP). W 2013 wszedł w skład rządu Pedra Passosa Coelho jako minister ochrony środowiska, planowania przestrzennego i energii. W 2015 wybrany do Zgromadzenia Republiki na kolejną kadencję. W październiku tegoż roku ponownie powołany na ministra tego samego resortu, zakończył urzędowanie wraz z całym rządem w następnym miesiącu. Zajął się też działalnością dydaktyczną jako wykładowca uczelni w Lizbonie i Porto.
Od 2016 do 2022 pełnił funkcję dyrektora Komitetu Pomocy Rozwojowej Organizacji Współpracy Gospodarczej i Rozwoju. W kwietniu 2022 bez powodzenia ubiegał się o przywództwo w PSD, przegrywając z Luísem Montenegro. W 2023 został dyrektorem wykonawczym Biura Narodów Zjednoczonych ds. Obsługi Projektów.

## Odznaczenia
- Wielki Oficer Orderu Infanta Henryka (Portugalia, 2009)[8]
- Komandor Orderu Zasługi Cywilnej (Hiszpania, 2007)[9]